# 陽炎の辻〜居眠り磐音 江戸双紙〜
『陽炎の辻〜居眠り磐音 江戸双紙〜』（かげろうのつじ いねむりいわね えどぞうし）は、NHK総合テレビで2007年から2017年にかけて放送された時代劇ドラマシリーズ。双葉文庫より書き下ろしで刊行されている佐伯泰英の時代小説シリーズ『居眠り磐音 江戸双紙』を原作としている。主演は山本耕史。脚本は尾西兼一（メイン）ほか。

## 概要
第1シリーズは、2007年7月19日 - 10月11日に「木曜時代劇」枠で全11回を放送。
当初は7月12日開始の予定であったが、第21回参議院議員通常選挙の公示日と重なり、『NHKニュース7』が拡大されたため1週遅れでスタートした。また8月2日（第3話）、9月6日（第6話）は、台風9号の影響により、それぞれ一部地域で放送日・時間が変更となった（一部地域では金曜日に放送）。
第2シリーズは、2008年9月6日 - 11月22日に「土曜時代劇」枠で全12回を放送。タイトルは『陽炎の辻2 〜居眠り磐音 江戸双紙〜』と「陽炎の辻」の後ろに「2」が入れられた。
2009年1月3日には「正月スペシャルドラマ」として「夢の通い路」が「正月時代劇」として放送された。
第3シリーズは、2009年4月18日 - 8月8日に「土曜時代劇」枠で全14回を放送。本シリーズはBS-hiでも4月17日から放送された。前シリーズと同様、タイトルには「陽炎の辻」の後ろに「3」が入れられ『陽炎の辻3 〜（同）〜』とされた。また放送開始に先駆け、4月6日から第1シリーズ、第2シリーズ、正月スペシャルドラマが、再放送された。
2010年1月1日には「正月スペシャルドラマ」として「海の母」が「正月時代劇」として放送された。
なお、第1シリーズは2012年「BS時代劇」第1弾として、NHK BSプレミアムで2012年1月15日から3月まで日曜18時45分 - 19時30分にアンコール放送された。
2017年1月2日には「正月スペシャルドラマ」として「完結編」が「正月時代劇」として放送された。
2019年2月12日から4月16日まで、NHK BSプレミアムで第1シリーズから第3シリーズまで一挙再放送される。

## 登場人物
坂崎磐音（さかざき いわね）
後に佐々木道場を継ぐ為、佐々木玲圓の養子となり、佐々木磐音（ささき いわね）となるが、道場閉鎖後、元の坂崎姓に戻る。
演 - 山本耕史（少年時代：渡辺直樹）
主人公。九州・豊後関前藩（架空）の中老・坂崎正睦の長子だが、現在は江戸深川の金兵衛長屋に住む浪人。以前は幼なじみの河出慎之輔、小林琴平とともに佐々木玲圓の剣術道場で修行し、3人で藩政改革を志していたが、自身の許嫁の兄・琴平を討ち取ることになってしまい、関前藩を出奔し浪人として江戸に戻ってきた。剣の腕前は確かで、剣を構えた様から「居眠り剣法」と呼ばれている。愛刀は備前包平。スピンオフの『プチかげ』では品川柳次郎に主人公の座を譲るため、出演しない回もある。

### 江戸

#### 今津屋関係
おこん
演 - 中越典子
磐音が江戸で出会った娘。「今津屋」の奥向き女中頭。金兵衛の娘。
今津屋吉右衛門 （いまづや きちえもん）
演 - 渡辺いっけい
江戸で一、二を争う両替商「今津屋」の主人。磐音の事実上の後ろ盾。様々な事情に精通している。
由蔵（よしぞう）
演 - 近藤正臣
「今津屋」の元締め番頭（原作では老分番頭）。
お艶（おえん）
演 - 檀れい - 第1シリーズのみ
吉右衛門の妻。病弱なため、いつも奥で過ごしている。第1シリーズ最終回に不治の病が発覚し、第2シリーズ前に病死した。
赤木儀左衛門（あかぎ ぎざえもん）
演 - 小林隆
お艶の兄。
お佐紀（おさき）
演 - 北川弘美 - 第2シリーズより登場
吉右衛門の後妻となる。小田原宿脇本陣主・小清水屋右七（演 - 田山涼成）の次女。
宮松（みやまつ）
演 - 下山葵
「今津屋」の丁稚。

#### 金兵衛長屋住人
金兵衛（きんべえ）
演 - 小松政夫
磐音の住む長屋の大家。おこんの父親。夏でもどてらを着ており、「どてらの金兵衛」と呼ばれる。
おきね
演 - 原田夏希 - 第1シリーズのみ
普段は、矢場「金的銀的」で働いている。第7話で父と弟を残して殺害された。
幸吉（こうきち）
演 - 田中碧海
おきねの弟。磐音の深川（鰻屋「宮戸川」）での師匠。鰻を取って「宮戸川」に売りに来ていたが、第3シリーズで「宮戸川」に職人見習いとして入る。
磯次（いそじ）
演 - 中本賢
おきねと幸吉の父親。大工であるが、あまり働き者ではない。酒癖があまり良くない。
おそめ
演 - 瓜生美咲
今津屋で奉公したのち、縫箔職人を夢見て江三郎の下で修行中。
徳三（とくぞう）
演 - 深沢敦
おそめの父親。
おいち
演 - 悠木千帆
徳三の女房。
竹村武左衛門（たけむら ぶさえもん）
演 - 宇梶剛士 - 第2シリーズより登場
品川柳次郎の紹介で引っ越してきた浪人。家族は妻・勢津と早苗ら4人の子。剣の腕前は良いが、酒にだらしないのが欠点。心優しい男であり、「海の母」では助太刀をした少年旗本が、成り行きとはいえ母親を討たねばならないことに苦しみ、脱落する。その心が通じてか、一件落着後請われて屋敷門番となる（原作でも門番の職についているが、まったく別の家である）。依怙地な部分があり、娘の早苗が奉公に出ようとした時、武家の誇りを失うと反対した。
勢津（せつ）
演 - 西尾まり - 第2シリーズより登場
武左衛門の女房。
早苗（さなえ）
演 - 木村茜（完結編：優希美青） - 第2シリーズより登場
武左衛門の娘。
はつね
演 - 石井トミコ
身寄りのない老女。

#### 品川家
品川柳次郎（しながわ りゅうじろう）
演 - 川村陽介
組頭の中野（〈なかの〉〈演 - 花ヶ前浩一〉）配下の貧乏御家人の次男坊。磐音の用心棒仲間。剣の腕前は余り立たないが、弓は免許皆伝の腕前。母と共に、家を切り盛りしている。スピンオフの『プチかげ』では主人公である。
品川幾代（しながわ いくよ）
演 - 高瀬春奈
柳次郎の母。
お有（おゆう）
演 - 海老瀬はな - 第3シリーズより登場
椎葉弥五郎（〈しいば やごろう〉〈演 - 平尾仁〉）の娘で、柳次郎の幼馴染。その後、柳次郎の許婚になる。『プチかげ』のヒロイン役でもあり、本編よりそちらでの登場が多い。

#### 奉行所関係
笹塚孫一（ささづか まごいち）
演 - 佐藤B作
南町奉行所筆頭与力。少々がめつい。磐音を「居眠り殿」と呼ぶ。
木下一郎太（きのした いちろうた）
演 - 野元学二
笹塚配下の同心。
竹蔵（たけぞう）
演 - 第1シリーズ高橋克実 → 第2シリーズから山西惇
深川一帯を仕切る十手持ちで通称「地蔵の親分」。地蔵湯の娘婿。
松吉（まつきち）
演 - 内野謙太
竹蔵の手下。普段は鰻屋「宮戸川」で鰻割き。鉄五郎には叱られることが多い。

#### 雑賀衆
雑賀泰造（さいか たいぞう）
演 - 竹内力 - 第3シリーズより登場
雑賀衆の頭領。配下の生命よりも自らの立身出世を優先する非道な男。ブーメランのように飛翔する三日月形の投擲武器を使う。
辰見喰助
演 - 魔裟斗 - 第3シリーズより登場
雑賀衆蝙蝠組の一味。
おてん
演 - 蒲生麻由 - 第3シリーズより登場
女狐おてんの異名をとる、雑賀衆女忍の小頭。
霧子（きりこ）
演 - 佃井皆美 - 第3シリーズより登場
雑賀衆のくノ一。後に磐音に助けられ、佐々木道場の門下に入る。

#### その他
鉄五郎（てつごろう）
演 - 河西健司
鰻屋「宮戸川」の主人。おそめに頼み込まれ、磐音を雇う。仕事には厳しいが、人情の機微をよく解する温かい人物。
江三郎（こうざぶろう）
演 - 笹野高史 - 第2シリーズより登場
縫箔職人。おそめが弟子入りした親方。
佐々木玲圓（ささき れいえん）
演 - 榎木孝明
磐音の剣術の師匠。神田三崎町の直心影流佐々木道場の主。
おえい
演 - 三原じゅん子 - 2010年正月スペシャル「海の母」
玲圓の妻。
四郎兵衛（しろべえ）
演 - 綿引勝彦
吉原会所の頭。白鶴（奈緒）のことなどで磐音に助け船を出すことも。
仁吉（にきち）
演 - 入江雅人
吉原会所の若衆。
おしま
演 - 大村彩子
竹蔵の女房。地蔵湯の女主人。
およし
演 - 阿美朝子 - 第1シリーズのみ
おうめ
演 - 松永京子 - 第1シリーズのみ
おきねと共に矢場「金的銀的」で働いている女。
鶴吉（つるきち）
演 - 賀集利樹 - 第2シリーズはゲスト、第3シリーズより登場
老舗の三味線職人・三味芳四代目の次男。磐音が仇討ちの手助けをし、一旦は江戸を離れるが第3シリーズから江戸に帰還。三味芳の六代目を継ぐ。
おこね
演 - 近衛はな - 第3シリーズより登場
鶴吉の女房。
速水左近（はやみ さこん）
演 - 辰巳琢郎 - 2009年正月スペシャルより登場
将軍の御側御用取次。老中・田沼意次が将軍の嫡子・家基の暗殺を企てていることを察知し、磐音に家基の警護を依頼する。
猫
声 - ビビる大木  - 『プチかげ』のみ
『プチかげ』の事実上のナレーター。現代的な口調で喋り、出演者の置かれた状況などにツッコミを入れる。時折出演者がその声に気付くことがあり、最終話で磐音に「居眠り猫殿」などと話しかけられる。

### 豊後関前

#### 幼馴染
小林奈緒（こばやし なお）
演 - 笛木優子（少女時代：宮本侑芽）
磐音の元許嫁。琴平と舞の妹。兄の刃傷沙汰が元で磐音との祝言が破談となる。この一件が元で、実家・小林家は没落。後に吉原遊郭の大見世・松葉屋に買われ、白鶴の名で吉原一の花魁となる。その後、磐音と再会を果たす。その後、出羽国の紅花問屋・前田屋主人に身受けされ、輿入れのため旅立つが、第3シリーズで主人の書いた訴状を携えて江戸に出てくる。
小林琴平（こばやし きんぺい）
演 - 塩谷瞬 - 第1シリーズのみ※第3シリーズ最終話
磐音の修行仲間。奈緒と舞の兄。舞を斬った慎之輔ほか2名を斬ってしまう。
河出慎之輔（かわで しんのすけ）
演 - 柏原収史 - 第1シリーズのみ※第3シリーズ最終話
磐音の修行仲間。妻が不貞を犯したとの讒言を信じ、斬ってしまう。
河出舞（かわで まい）
演 - 菊池麻衣子 - 第1シリーズのみ※第3シリーズ最終話
慎之輔の妻。奈緒の姉で琴平の妹。逆恨みを受け、陥れられる。

#### 坂崎家関係
坂崎正睦（さかざき まさよし）
演 - 平泉成
磐音の父。豊後関前藩の中老。
坂崎照埜（さかざき てるの）
演 - 香野百合子
磐音の母。
井筒（坂崎）伊代（いづつ いよ）
演 - 尾高杏奈
磐音の妹。兄らの不在中に舞と奈緒に起こった出来事を言いそびれた。
井筒源太郎（いづつげんたろう）
演 - 朽木正伸 - 第3シリーズより登場
伊代の夫。
願龍（がんりゅう）
演 - 上田耕一 - 第1シリーズのみ
磐音の母方の墓のある寺の和尚。江戸から戻った磐音を泊まらせる。

#### 関前藩関係
中居半蔵（なかい はんぞう）
演 - 鶴見辰吾
豊後関前藩の御直目付。磐音に藩財政の立て直しで力を借りようとする。
宍戸文六（ししど ぶんろく）
演 - 津嘉山正種 - 第1シリーズのみ
豊後関前藩の国家老。
福坂実高（ふくさか さねたか）
演 - 中村梅雀 - 第1-2シリーズ
豊後関前藩藩主。
お代の方（おだいのかた）
演 - 烏丸せつこ - 第1-2シリーズ
豊後関前藩藩主の正室。
上野伊織（うえの いおり）
演 - 吉田朋弘 - 第1シリーズのみ
豊後関前藩の勘定方。磐音と修学会での同士。
福坂利高（ふくさか としたか）
演 - デビット伊東 - 第2シリーズのみ
豊後関前藩江戸家老。藩主・実高の従兄弟。
尾口小助（おぐち こすけ）
演 - 嵐広也 - 第2シリーズのみ
豊後関前藩士。利高の側近。磐音を付狙う。
別府伝之丈（べっぷ でんのじょう）
演 - 林剛史
豊後関前藩士。磐音の同士のひとり。
小此木 平助（おこのぎ へいすけ）
演 ‐ 関貴昭

## 放送日程
| 各話                                                                     | 放送日                                           | サブタイトル                                     | 演出                                             | 主なゲスト俳優 | 視聴率                                           |
| 第1シリーズ 『陽炎の辻 〜居眠り磐音 江戸双紙〜』                         | 第1シリーズ 『陽炎の辻 〜居眠り磐音 江戸双紙〜』 | 第1シリーズ 『陽炎の辻 〜居眠り磐音 江戸双紙〜』 | 第1シリーズ 『陽炎の辻 〜居眠り磐音 江戸双紙〜』 | 第1シリーズ 『陽炎の辻 〜居眠り磐音 江戸双紙〜』 | 第1シリーズ 『陽炎の辻 〜居眠り磐音 江戸双紙〜』 |
| ------------------------------------------------------------------------ | ------------------------------------------------ | ------------------------------------------------ | ------------------------------------------------ | --- | ------------------------------------------------ |
| 第1話                                                                    | 2007年 7月19日                                   | 友よ                                             | 西谷真一                                         | 蔵持十三（石田登星）、弥七（左右田一平） 権造（徳井優）（ - 第2話）、安（田鍋謙一郎）（ - 第2話） | 11.8%                                            |
| 第2話                                                                    | 7月26日                                          | 絆                                               | 西谷真一                                         | 阿波屋有楽斎（麿赤兒）、統五郎（上杉祥三） 佐兵衛（黒部幸英）、種市（外川貴博）、天童（岡田正典） 黒岩（竹田寿郎）、笹村（賀川黒之助）                                                                                            | 13.0%                                            |
| 第3話                                                                    | 8月02日                                          | 謎の女                                           | 西谷真一                                         | おとく（岩崎ひろみ）、野晒しの仲蔵（塩野谷正幸）、史吉（水橋研二） 梅安（伊藤克信）、霜夜の鯛造（市山貴章）、奈緒の父（池永宗士郎） 奈緒の母（野平ゆき）                                                                          | 12.6%                                            |
| 第4話                                                                    | 8月23日                                          | 策謀                                             | 富沢正幸                                         | 岡倉恒彰（安藤一夫）、津金陣之助（坂西良太）、細井且村（野村祐人） 北村健之進（北原雅樹）、床常（山崎海童）、芸者（江口ナオ 山本普乃、梅屋右妃）                                                                                  | 11.0%                                            |
| 第5話                                                                    | 8月30日                                          | 戦いの序章                                       | 富沢正幸                                         | 津田石見守定鉦（秋間登）、弓場播磨守雪岳（鈴木ゆうじ〈現:神尾佑〉） 宇野源平（橋本じゅん）、野依（野村佑香）、入来為次郎（武智健二） 丁子屋宇右衛門（稲川淳二）、宝屋番頭（岡本信人）、（掛田誠）                                 | 9.7%                                             |
| 第6話                                                                    | 9月6日                                           | 宵待草                                           | 富沢正幸                                         | お兼（吉野紗香）、丑松（大沢健）、専太郎（樋口浩二）、浅村新右衛門（水野純一） | 8.6%                                             |
| 第7話                                                                    | 9月13日                                          | 指切り                                           | 西谷真一                                         | おかる（小嶺麗奈）、円也（不破万作）、数馬（宮崎将） 朝次（尾藤イサオ）、梅安（伊藤克信）、藤屋番頭・久兵衛（草薙良一） | 13.0%                                            |
| 第8話                                                                    | 9月20日                                          | 対決の晩夏                                       | 梶原登城                                         | 西国屋次太夫（大河内浩）、美濃部大監物（小川直也）、宍戸秀晃（六角慎司） 姫村理三郎（竹田寿郎）、白石孝盛（中山克己）、出水竹九郎（小杉幸彦） 清蔵（小川剛生）、福富美田（下総源太朗）                                            | 11.4%                                            |
| 第9話                                                                    | 9月27日                                          | 夢まぼろし                                       | 梶原登城                                         | 田野倉源八（タカ・コンドー）、秋葉（板谷由夏） 同心・大村（田上晃吉）、川崎屋（江良潤） | 11.4%                                            |
| 第10話                                                                   | 10月04日                                         | とわの契り                                       | 梶原登城                                         | 伊勢崎図書之助（坂口拓）、彦屋宇右衛門（江藤漢斉） | 12.6%                                            |
| 最終話                                                                   | 10月11日                                         | いつの日か                                       | 西谷真一                                         | 梧陽（高橋元太郎）、釜崎弥之助（草野康太）、伊東八十吉（辻本一樹）、愛吉（白石タダシ） | 11.4%                                            |
| 第2シリーズ 『陽炎の辻2 〜居眠り磐音 江戸双紙〜』                        |                                                  |                                                  |                                                  | |                                                  |
| 第1話                                                                    | 2008年 9月06日                                   | 再びの夏                                         | 清水一彦                                         | 吉祥天の親方（寺島進）、参三（衣笠友章）、おはま（石黒佑希子） | 12.9%                                            |
| 第2話                                                                    | 9月13日                                          | 姉妹                                             | 清水一彦                                         | 小清水屋右七（田山涼成）、お香奈（森ほさち） 大塚左門（河野安郎）、吉村作太郎（市瀬秀和） | 10.2%                                            |
| 第3話                                                                    | 9月20日                                          | 心残り                                           | 清水一彦                                         | 鶴吉（賀集利樹）、お銀（国分佐智子）、長太郎（かなやす慶行） 富太郎（若林久弥）、丹下朱馬（徳井広基）、 隈五郎（石沢徹） | 11.6%                                            |
| 第4話                                                                    | 9月27日                                          | 白鶴の宴                                         | 梶原登城                                         | 深見屋重左衛門（赤井英和）、大口屋八兵衛（花王おさむ）、彦屋宇右衛門（江藤漢斉） | 10.0%                                            |
| 第5話                                                                    | 10月04日                                         | おそめ危うし                                     | 梶原登城                                         | 薬王寺（武藤敬司）、尾口の弟（鈴木信二）、高村英五郎（藤原習作）、勘助（坂田聡） | 10.7%                                            |
| 第6話                                                                    | 10月11日                                         | 闇討ち                                           | 梶原登城                                         | 逸見筑前守実篤（大高洋夫）、江三郎（笹野高史）、逸見忠篤（阿部薫）、高村英五郎（藤原習作） | 12.1%                                            |
| 第7話                                                                    | 10月18日                                         | 親子                                             | 周山誠弘                                         | 定九郎（赤塚篤紀）、けさ世（篠原愛実） | 12.8%                                            |
| 第8話                                                                    | 10月25日                                         | 雷鳴                                             | 清水一彦                                         | 若狭屋番頭・義三郎（まいど豊） | 8.7%                                             |
| 第9話                                                                    | 11月01日                                         | 決断                                             | 清水一彦                                         | 若狭屋利左衛門（森下哲夫）、番頭・義三郎（まいど豊） | 11.6%                                            |
| 第10話                                                                   | 11月08日                                         | 夫婦                                             | 周山誠弘                                         | お香奈（森ほさち）、大塚左門（河野安郎）、吉村作太郎（市瀬秀和） 小久保（村上真介） | 7.9%                                             |
| 第11話                                                                   | 11月15日                                         | 夢はるか                                         | 梶原登城                                         | 彦屋宇右衛門（江藤漢斉）、大口屋八兵衛（花王おさむ）、お柊（月船さらら） 雛菊（吉田彩香）、彦屋の女将・お久美（吉本選江）、お小夜（山田夏海）、小勝（大竹周作）                                                                   | 10.1%                                            |
| 最終話                                                                   | 11月22日                                         | 旅立ち                                           | 梶原登城                                         | 前田屋蔵之助（山本耕史・二役）、彦屋宇右衛門（江藤漢斉） 大口屋八兵衛（花王おさむ）、お柊（月船さらら） | 12.7%                                            |
| 正月時代劇 『陽炎の辻スペシャル 〜居眠り磐音 江戸双紙〜 「夢の通い路」』 |                                                  |                                                  |                                                  | |                                                  |
| スペシャル                                                               | 2009年 1月3日                                    | 夢の通い路                                       | 清水一彦                                         | お絹（檀れい）、原田播磨守義里（永澤俊矢）、速水左近（辰巳琢郎） 百面の専右衛門（大門正明）、青石屋千代右衛門（鹿内孝） おはつ（三津谷葉子）、樋口精兵衛（志村東吾）、野上（篠塚勝）、勝俣（長谷川公彦） 呼び込みの男（増田英彦） | 9.5%                                             |
| 第3シリーズ 『陽炎の辻3 〜居眠り磐音 江戸双紙〜』                        |                                                  |                                                  |                                                  | |                                                  |
| 第1話                                                                    | 2009年 4月18日                                   | 闇の襲撃者                                       | 清水一彦                                         | 安五郎（有吉弘行）、老婆（久松夕子）、（日和佐裕子） | 8.5%                                             |
| 第2話                                                                    | 4月25日                                          | 柳次郎の恋                                       | 清水一彦                                         | お有（海老瀬はな）、卯吉（河野智宏）、一徳寺大願（江藤純） 梅村後流（河野洋一郎） | 11.0%                                            |
| 第3話                                                                    | 5月02日                                          | 由蔵の秘密                                       | 清水一彦                                         | 卯吉（河野智宏）、澤地新五郎（熊面鯉）、医師（笠井一彦） 青年・吉右衛門（逢笠恵祐）、青年・由蔵（本郷弦）、薄雲（鹿島由香） | 9.1%                                             |
| 第4話                                                                    | 5月09日                                          | 夢いちず                                         | 清水一彦                                         | 江三郎（笹野高史）、唐人・偉陽明（横山一敏） | 8.2%                                             |
| 第5話                                                                    | 5月16日                                          | 牙むく敵                                         | 清水一彦                                         | 徳川家基（中村隼人） | 11.6%                                            |
| 第6話                                                                    | 5月23日                                          | 生か死か                                         | 本木一博                                         | 徳川家基（中村隼人） | 11.2%                                            |
| 第7話                                                                    | 5月30日                                          | 不覚                                             | 本木一博                                         | 四出縄綱（小沢和義） | 9.6%                                             |
| 第8話                                                                    | 6月13日                                          | 剣客の宿命                                       | 周山誠弘                                         | 四出縄綱（小沢和義）、おさい（遠野凪子）、庚申の仲蔵（蟷螂襲） 四出の妻・志乃（市瀬理都子） | 9.3%                                             |
| 第9話                                                                    | 6月27日                                          | 女の覚悟                                         | 周山誠弘                                         | 鶴吉（賀集利樹）、田沼家用人・竜間直澄（鶴田忍） 木幡闇斎（山口祥行）、おこね（近衛はな） | 10.1%                                            |
| 第10話                                                                   | 7月04日                                          | 二人の行く末                                     | 清水一彦                                         | 鶴吉（賀集利樹）、木幡闇斎（山口祥行）、おこね（近衛はな） | 9.0%                                             |
| 第11話                                                                   | 7月11日                                          | 武左衛門の涙                                     | 周山誠弘                                         | 橘右馬介（尾崎右宗）、夕霧（吉井有子） | 8.5%                                             |
| 第12話                                                                   | 7月25日                                          | 惜別                                             | 周山誠弘                                         | お香奈（森ほさち）、大塚左門（河野安郎）、小清水屋右七（田山涼成） 河西勝助（有川博）、お有（海老瀬はな） | 7.9%                                             |
| 第13話                                                                   | 8月01日                                          | 関前へ                                           | 清水一彦                                         | 竜間直澄（鶴田忍）、井筒遼次郎（崎本大海） 農夫父娘・声（糸博・恒松あゆみ） | 8.3%                                             |
| 最終話                                                                   | 8月08日                                          | 磐の音                                           | 清水一彦                                         | 井筒遼次郎（崎本大海）、鶴（野平ゆき）、井筒洸之進（永幡洋） 綾（三谷侑未） | 11.2%                                            |
| 正月時代劇 『陽炎の辻スペシャル 〜居眠り磐音 江戸双紙〜 「海の母」』     |                                                  |                                                  |                                                  | |                                                  |
| スペシャル                                                               | 2010年 1月1日                                    | 海の母                                           |                                                  | お彩（水野美紀）、設楽小太郎（須賀健太）、佐江傳三郎（山口馬木也） 設楽家用人（山口良一）お彩の父（岡本信人）、船頭・壱助（苅谷俊介） 設楽貞兼（長森雅人）、お里（阪田瑞穂）                                                      | 10.5%                                            |
| 正月時代劇 『陽炎の辻 完結編 〜居眠り磐音 江戸双紙〜』                   |                                                  |                                                  |                                                  | |                                                  |
| スペシャル                                                               | 2017年 1月2日                                    | 完結編                                           | 西谷真一                                         | 田沼意次（長塚京三）、松平定信（工藤阿須加）、田沼意知（滝藤賢一） 佐野善左衛門（山崎銀之丞）、弥助（小林隆）、おすなの方（神野三鈴） 田安宗武（山本學）、雹田平（松浦新）                                                        | 11.2%                                            |

平均視聴率
第1シリーズ：11.5%（ビデオリサーチ調べ・関東地区）
第2シリーズ：10.9%（ビデオリサーチ調べ・関東地区）
第3シリーズ： 9.5%（ビデオリサーチ調べ・関東地区）

## スタッフ
- 原作：佐伯泰英
- 脚本：尾西兼一（本編）、あべ美佳（本編第5話、スピンオフドラマ『プチかげ』全話）
- 語り：松本和也（NHKアナウンサー。本編のみ）
- 音楽：佐藤直紀
- 主題歌 : 新妻聖子「愛をとめないで〜Always Loving You〜」
- 時代考証：大石学
- 殺陣：竹田寿郎
- 所作指導：若柳彦左衛門
- 制作統括：一柳邦久、安原裕人（第1シリーズ）、越智篤志（第2シリーズ）
第1シリーズの公式サイトにはメインの一柳のみ明記。
- 演出：表を参照

## スピンオフ
ワンセグ劇場『プチかげ「陽炎の辻3 〜居眠り磐音 江戸双紙〜」』と題して、第3シリーズのスピンオフ作品としてミニ番組『プチかげ（プチ陽炎の辻3 〜（同）〜）』が制作され、NHKワンセグ2にて2009年4月10日から金曜日の12時30分から35分に放送された。本編と同じく全14回。脚本はあべ美佳。
『陽炎の辻3』の第2回「柳次郎の恋」に描かれた品川柳次郎と幼馴染・お有との恋物語をもとに、2人の物語をより膨らませて描く。出演者は本編と同じだが、主人公は坂崎磐音ではなく品川柳次郎で、品川とお有によるラブコメディのテイストが強い作品で、番組内に登場する猫が現代風の口調で喋るという設定で、そのナレーターはビビる大木。
『プチかげ』
- 制作協力：ドリマックス・テレビジョン
- 制作：NHKエンタープライズ